# Achour Maghrebi
Achour Maghrebi – algierski zapaśnik walczący w obu stylach. Zajął piąte i szóste miejsce na igrzyskach śródziemnomorskich w 1975. Srebrny i brązowy medalista igrzysk afrykańskich w 1978. Trzeci i piąty na mistrzostwach arabskich w 1983 roku.